# Juno Stover-Irwin
Juno Stover-Irwin (n. 22 noiembrie 1928, Los Angeles, California, SUA – d. 2 iulie 2011, Union City⁠(d), California, SUA) a fost o săritoare în apă ce a reprezentat Statele Unite ale Americii, medaliată olimpică. A participat la 4 ediții ale Jocurilor Olimpice (1948, 1952, 1956, 1960) în care a câștigat o medalie de argint și o medalie de bronz.